# 독오 퉁통
독오 퉁통(태국어: ดอกอ้อ ทุ่งทอง, 1977년 9월 23일 ~ )는 태국의 여자 가수이다. 본명은 붑파 분미로 2006년에 연예인이되었고 노래 "Ber Tho Jao Choo"으로 알려졌다.

## 음반 목록

### 앨범
- 2003 : Oak Hak Wan Hae Tiean
- 2006 : Ber Tho Jao Choo

### 싱글
- 2012 : Miea Kao
- 2018 : Rak Phay Thee Kaeng Saphue
- 2019 : Si Ao Phua Mai